# Kostel Nejsvětějšího srdce Ježíšova (Podgorica)
Kostel Nejsvětějšího srdce Ježíšova (srbsky Црква пресветог срца Исусовог, albánsky Kisha Zëmra e Shëjt e Krishtit) se nachází v černohorské metropoli Podgorica. Brutalistická budova kostela vznikla dle návrhu architekta Zvonimira Vrkljana ze Záhřebu a dokončena byla roku 1969.
Katedrální kostel pro katolickou komunitu Černé Hory byl původně těžce poničen během druhé světové války. Jeho obnova byla předmětem politických diskuzí. Původní lokalita byla nevhodná vzhledem k tomu, že v centru města po jeho rekonstrukci na uvedeném místě byl právě budován Dům armády. Nová stavba vznikla nakonec na okraji města, a to i přes protesty tehdejšího arcibiskupa. Její financování zajistila mezinárodní organizace Caritas Internationalis, která však dokázala shromáždit pouze část finančních prostředků; zbytek zajistil stát.
Součástí architektonicky netradičně pojatého kostela byly také knihovna a centrum pro práci s mládeží.
Kostel slouží do značné míry pro albánské věřící.